# Lophocampa tucumana
Lophocampa tucumana är en fjärilsart som beskrevs av Rothschild 1909. Lophocampa tucumana ingår i släktet Lophocampa och familjen björnspinnare. Inga underarter finns listade i Catalogue of Life.